# جدی (ستاره)
ستاره قطبی یا جُدَی (به انگلیسی: Polaris) یا خرس کوچک آلفا، یک ستاره در صورت فلکی خرس کوچک است. این ستاره به رنگ زرد و قطرش ۳۷/۰ است. فاصله این ستاره از ما ۴۲۳ سال نوری و -با صرف نظر از فاصله آن از ما- ۱۴ بار درخشان‌تر از خورشید است.
این ستاره در حال حاضر به عنوان ستاره قطبی برای پیدا کردن قطب شمال در نیمکره شمالی زمین، مورد استفاده قرار می‌گیرد.

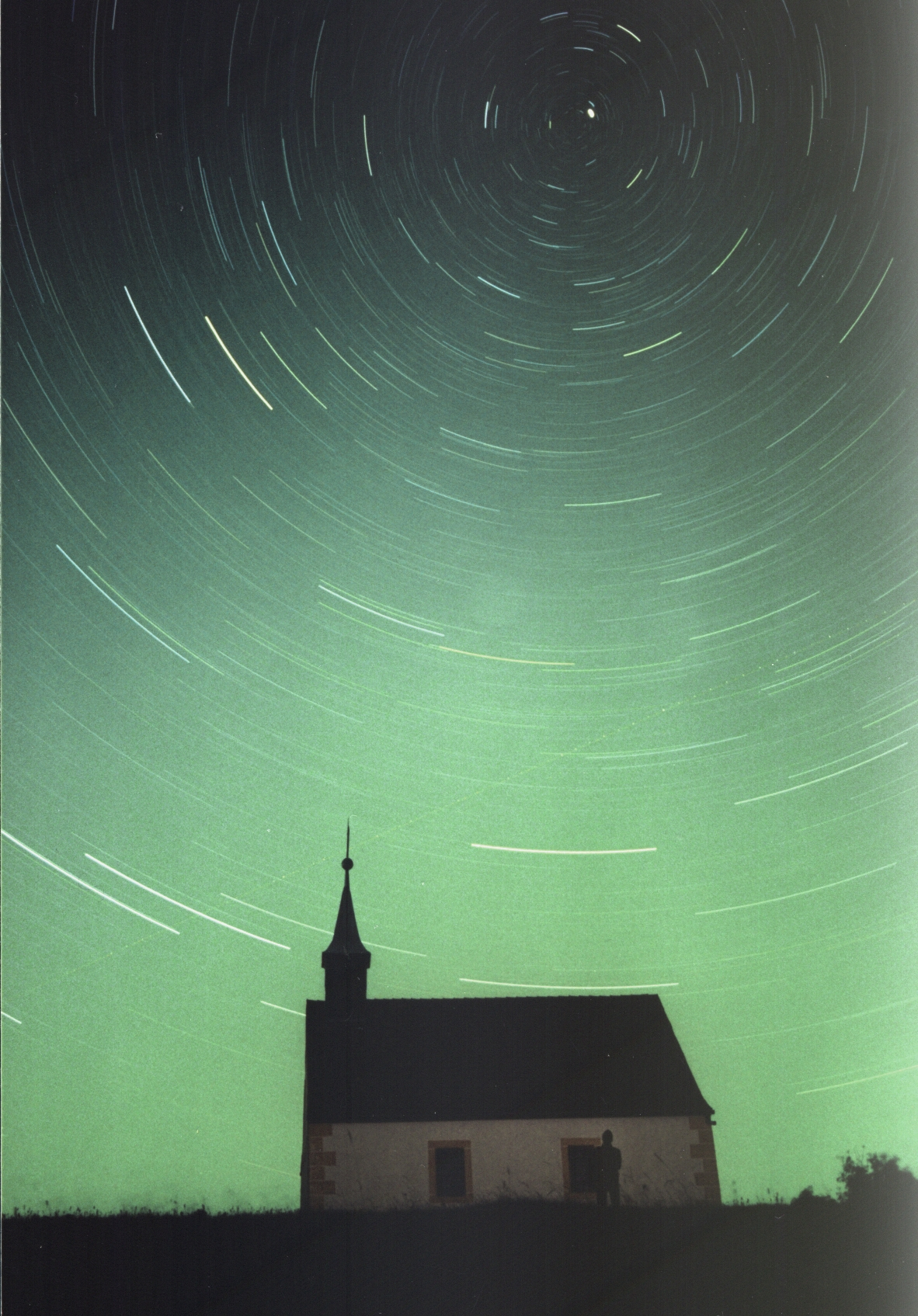
عکسی گرفته شده با روش نوردهی درازمدت از ستاره جُدَی و ستاره‌های همسایه آن. (زمان نوردهی ۴۵ دقیقه) ستاره جدی در وسط قرار دارد، و با گذشت زمان حرکت نکرده‌است.

## نام
نام این ستاره جَدْی بوده‌است، که به خاطر تمایز از برج جدی و صورت فلکی جدی، آن را به جُدَی تغییر داده‌اند. جَدْی به معنای بزغاله نر است. نام کامل این ستاره جدی الفرقد یا جدی بنات نعش الصغری است. آن را علاوه بر ستاره قطبی، قطب یا نجمهٔ القطب هم می‌نامند. نام‌های دیگر آن رُکبه (به معنای زانو) و مسمار (به معنای میخ) یا میخگاه است (نام پهلوی آن میخِ گاه بوده‌است)؛ که در زبان انگلیسی به شکل Alruccabah (یا Ruccabah) و Mismar به‌طور تاریخی نام‌های دیگر ستاره جدی می‌باشند.

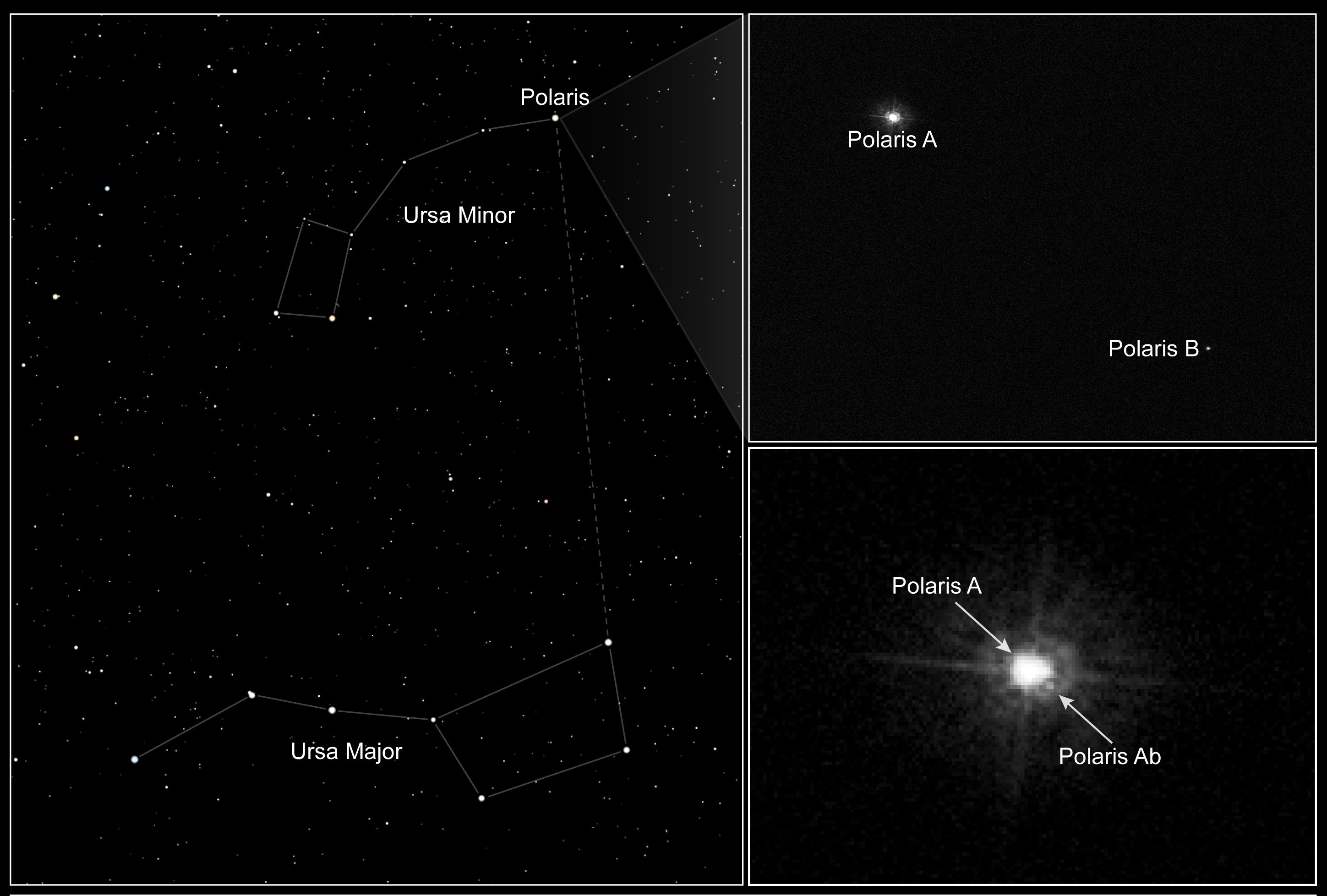

| نام بایر              | نام                                         | ترجمه نام                                   | نام انگلیسی                                    |
| --------------------- | ------------------------------------------- | ------------------------------------------- | ---------------------------------------------- |
| آلفا خرس کوچک (α UMi) | جدی                                         | بزغاله نر                                   |                                                |
| آلفا خرس کوچک (α UMi) | رُکبه                                        | زانو                                        | Alruccabah (یا Ruccabah)                       |
| آلفا خرس کوچک (α UMi) | مسمار یا میخگاه                             | میخ                                         | Mismar                                         |
| آلفا خرس کوچک (α UMi) | ستاره قطبی(قطب شمالی یا قطب یا نجمۀ القطب)  |                                             | al-kutb al-shamaliyy یا al-kaukab al-shamaliyy |
| بتا خرس کوچک (β UMi)  | کوکب (الکوکب) یا کوکب شمالی(الکوکب الشمالی) | ستاره شمالی                                 | Kochab (یا Kocab, Kokab, Kochah)               |
| گاما خرس کوچک (γ UMi) | فَرقَد (یا فرقد اکبر)                         | گوساله                                      | Pherkad (یا Pherkad Major)                     |
| دلتا خرس کوچک (δ UMi) | ییلدون (یا ییلدین)                          | ییلدیز در ترکی به معنای ستاره است           | Yildun (یا Gildun, Vildiur, Yilduz, Jildun)    |
| زتا خرس کوچک (ζ UMi)  | اخفی الفرقدین                               | [ستاره] کم‌نورتر بین دو [ستاره] فرقد(گوساله) | Ahfa al Farkadain (یا Akhfa al Farkadain)      |
| اتا خرس کوچک (η UMi)  | انور الفرقدین (انور فرقدان)                 | [ستاره] پرنورتر بین دو [ستاره] فرقد(گوساله) | Anwar al Farkadain                             |
| ۱۱ خرس کوچک (11 UMi)  | فرقد اصغر                                   |                                             | Pherkad Minor (یا Pherkard)                    |